# جيف جرين
جيف جرين (بالإنجليزية: Jeff Green)‏ مواليد 28 أغسطس 1986، هو لاعب كرة سلة أمريكي يلعب مع فريق ميمفيس غريزليس في الرابطة الوطنية لكرة السلة ويحمل الرقم 32. يبلغ طوله 6 قدم 9 بوصة (2.1 م).

## فرق لعب لها
- بوسطن سيلتكس
- بوسطن سيلتكس
- ميمفيس غريزليس

## روابط خارجية
- جيف جرين على موقع إن بي أي (الإنجليزية)
- جيف جرين على موقع سبورتس رفرنس (الإنجليزية)
- جيف جرين على موقع كرة السلة الأوروبية.كوم (الإنجليزية)
- جيف جرين على موقع إي إس بي إن.كوم (الإنجليزية)
- جيف جرين على موقع كلية كرة السلة في سبورتس رفرنس.كوم (الإنجليزية)
- جيف جرين على موقع ريلجم (الإنجليزية)
- جيف جرين على موقع بروبوليرز (الإنجليزية)